# Distrito electoral federal 5 de Chihuahua
El Distrito electoral federal 5 de Chihuahua es uno de los 300 distritos electorales en los que se encuentra dividido el territorio de México y uno de los 9 en los que se divide el estado de Chihuahua. Su cabecera es la ciudad de Delicias.
Desde el proceso de distritación de 2022 el distrito abarca los municipios de Aldama, Aquiles Serdán, Camargo, Coyame del Sotol, La Cruz, Delicias, Jiménez, Julimes, Manuel Benavides, Meoqui, Ojinaga, Rosales, San Francisco de Conchos y Saucillo.

## Distritaciones anteriores
El distrito V de Chihuahua apareció en 1902 para conformar la XXI Legislatura, con Enrique Creel Cuilty como primer diputado. Luego de periodos de vacancias en la primera mitad del siglo XX, desde 1952 se han electo sucesivamente representantes al Congreso de la Unión por este distrito.

### Distritación 1979 - 1996
Estaba formado por un sector del poniente del estado de Chihuahua, abarcando una importante zona de la región de la Sierra y su cabecera era Guerrero, Chihuahua. 

### Distritación 1996 - 2005
De 1996 a 2005 su territorio se encontraba en la misma región, su integración municipal era sin embargo diferente, los municipios que lo conformaban eran Aldama, Aquiles Serdán, Camargo, Coyame del Sotol, Delicias, Julimes, La Cruz, Manuel Benavides, Meoqui, Ojinaga, Rosales, San Francisco de Conchos y Saucillo.

### Distritación 2005 - 2017
De 2005 a 2017 estuvo formado por los municipios de Aldama, Allende, Aquiles Serdán, Camargo, Coronado, Coyame del Sotol, Delicias, Jiménez, Julimes, La Cruz, López, Manuel Benavides, Meoqui, Ojinaga, Rosales, San Francisco de Conchos y Saucillo.

### Distritación 2017 - 2022
Entre 2017 y 2022 el distrito abarcó los municipios de Aldama, Aquiles Serdán, Camargo, Coyame del Sotol, La Cruz, Delicias, Jiménez, Julimes, Manuel Benavides, Meoqui, Ojinaga, Rosales, San Francisco de Conchos y Saucillo teniendo su cabecera en Delicias.

## Diputados por el distrito
| Diputado                                                                        | Grupo parlamentario | Legislatura   | Periodo     |
| ------------------------------------------------------------------------------- | ------------------- | ------------- | ----------- |
| Enrique Creel Cuilty                                                            |                     | XXI XXII      | 1902 - 1906 |
| Vacante                                                                         | Vacante             | XXIII         | 1906 - 1908 |
| Antonio Ramos Pedrueza                                                          |                     | XXIV XXV      | 1908 - 1912 |
| Vacante                                                                         | Vacante             | XXVI          | 1912 - 1914 |
| Vacante                                                                         | Vacante             | Constituyente | 1916 - 1917 |
| Vacante                                                                         | Vacante             | XXVII         | 1917 - 1918 |
| Enrique Soto Peimbert                                                           |                     | XXVIII        | 1918 - 1920 |
| Manuel Rico G.                                                                  |                     | XXIX          | 1920 - 1922 |
| Pedro Ignacio Chacón                                                            |                     | XXX           | 1922 - 1924 |
| Francisco R. Almada                                                             |                     | XXXI          | 1924 - 1926 |
| Ramón Ramos Almada                                                              |                     | XXXII         | 1926 - 1928 |
| Francisco Aldaco                                                                |                     | XXXIII        | 1928 - 1930 |
| Vacante                                                                         | Vacante             | XXXIV         | 1930 - 1932 |
| Ángel Posada                                                                    |                     | XXXV          | 1932 - 1934 |
| Maurilio Ortiz                                                                  |                     | XXXVI         | 1934 - 1937 |
| Carlos Terrazas                                                                 |                     | XXXVII        | 1937 - 1940 |
| Rafael F. Lazo                                                                  |                     | XXXVIII       | 1940 - 1943 |
| El distrito 5 es suprimido en 1942. Es restablecido en la distritación de 1951. |                     |               |             |
| Hipólito Villa Rentería                                                         |                     | XLII          | 1952 - 1955 |
| Guillermo Quevedo Moreno                                                        |                     | XLIII         | 1955 - 1958 |
| Alfredo Chávez Vázquez                                                          |                     | XLIV          | 1958 - 1961 |
| Fernando Figueroa Tarango                                                       |                     | XLV           | 1961 - 1964 |
| Arnaldo Gutiérrez Hernández                                                     |                     | XLVI          | 1964 - 1967 |
| Everardo Escárcega López                                                        |                     | XLVII         | 1967 - 1970 |
| Abelardo Pérez Campos                                                           |                     | XLVIII        | 1970 - 1973 |
| Ángel González Estrada                                                          |                     | XLIX          | 1973 - 1976 |
| Artemio Iglesias Miramontes                                                     |                     | L             | 1976 - 1979 |
| Enrique Pérez González                                                          |                     | LI            | 1979 - 1982 |
| Samuel Díaz Olguín                                                              |                     | LII           | 1982 - 1985 |
| Alonso Aguirre Ramos                                                            |                     | LIII          | 1985 - 1988 |
| Jorge Esteban Sandoval Ocho                                                     |                     | LIV           | 1988 - 1991 |
| Pablo Israel Esparza Natividad                                                  |                     | LV            | 1991 - 1994 |
| Saúl González Herrera                                                           |                     | LVI           | 1994 - 1997 |
| Ignacio Arrieta Aragón                                                          |                     | LVII          | 1997 - 2000 |
| César Reyes Roel                                                                |                     | LVIII         | 2000 - 2003 |
| Arturo Urquidi Astorga                                                          | 2003                | LVIII         |             |
| Fernando Álvarez Monje                                                          |                     | LIX           | 2003 - 2006 |
| Felipe González Ruiz                                                            |                     | LX            | 2006 - 2009 |
| Guillermo Márquez Lizalde                                                       |                     | LXI           | 2009 - 2012 |
| Abraham Montes Alvarado                                                         |                     | LXII          | 2012 - 2015 |
| Juan Antonio Meléndez Ortega                                                    |                     | LXIII         | 2015 - 2018 |
| Mario Mata Carrasco                                                             |                     | LXIV LXV      | 2018 - 2022 |
| Salvador Alcántar Ortega                                                        |                     | LXV           | 2022 - 2024 |
| Juan Antonio Meléndez Ortega                                                    |                     | LXVI          | 2024 - 2027 |

## Resultados electorales

### 1964
|  | 14.64 % |

|  | 84.94 % |

|  | 0.16 % |

|  | 0.26 % |

|  | 0.00 % |

|  | 100.00 % |

|  | 0.00 % |

|  | 50.50 % |

|  | 49.50 % |

### 1967
|  | 15.25 % |

|  | 84.23 % |

|  | 0.52 % |

|  | 0.00 % |

|  | 0.00 % |

|  | 100.00 % |

|  | 0.00 % |

|  | 45.69 % |

|  | 54.31 % |

### 1970
|  | 8.83 % |

|  | 79.85 % |

|  | 0.32 % |

|  | 0.00 % |

|  | 0.11 % |

|  | 89.10 % |

|  | 10.90 % |

|  | 61.65 % |

|  | 38.35 % |

### 1973
|  | 8.98 % |

|  | 86.76 % |

|  | 1.71 % |

|  | 0.00 % |

|  | 0.00 % |

|  | 97.44 % |

|  | 2.56 % |

### 1976
|  | 0.00 % |

|  | 78.29 % |

|  | 2.26 % |

|  | 13.95 % |

|  | 0.07 % |

|  | 89.49 % |

|  | 5.43 % |

|  | 35.91 % |

|  | 64.09 % |

### 1979
|  | 1.82 % |

|  | 87.19 % |

|  | 0.66 % |

|  | 0.11 % |

|  | 1.02 % |

|  | 2.23 % |

|  | 4.21 % |

|  | 0.00 % |

|  | 97.24 % |

|  | 2.76 % |

|  | 36.28 % |

|  | 63.72 % |

### 1982
|  | 8.19 % |

|  | 85.97 % |

|  | 1.59 % |

|  | 0.00 % |

|  | 0.60 % |

|  | 1.95 % |

|  | 1.70 % |

|  | 0.00 % |

|  | 0.00 % |

|  | 0.00 % |

|  | 100.00 % |

|  | 0.00 % |

|  | 54.52 % |

|  | 45.48 % |

### 1985
|  | 10.34 % |

|  | 82.46 % |

|  | 1.14 % |

|  | 0.21 % |

|  | 0.31 % |

|  | 1.75 % |

|  | 1.13 % |

|  | 1.38 % |

|  | 0.03 % |

|  | 0.01 % |

|  | 98.75 % |

|  | 1.25 % |

|  | 41.66 % |

|  | 58.34 % |

### 1988
|  | 9.99 % |

|  | 83.50 % |

|  | 2.93 % |

|  | 2.46 % |

|  | 0.21 % |

|  | 0.79 % |

|  | 1.44 % |

|  | 0.00 % |

|  | 100.00 % |

|  | 0.00 % |

|  | 38.88 % |

|  | 61.12 % |

### 1991
|  | 7.44 % |

|  | 74.96 % |

|  | 1.09 % |

|  | 8.50 % |

|  | 1.66 % |

|  | 0.97 % |

|  | 0.16 % |

|  | 0.21 % |

|  | 0.06 % |

|  | 1.14 % |

|  | 0.04 % |

|  | 96.24 % |

|  | 3.76 % |

|  | 56.86 % |

|  | 43.14 % |

### 1994
|  | 12.63 % |

|  | 65.89 % |

|  | 0.47 % |

|  | 13.32 % |

|  | 0.61 % |

|  | 0.57 % |

|  | 0.12 % |

|  | 1.08 % |

|  | 0.17 % |

|  | 0.02 % |

|  | 94.88 % |

|  | 5.12 % |

|  | 69.05 % |

|  | 30.95 % |

### 1997
|  | 40.49 % |

|  | 42.48 % |

|  | 9.23 % |

|  | 0.50 % |

|  | 2.63 % |

|  | 1.52 % |

|  | 0.41 % |

|  | 0.24 % |

|  | 0.02 % |

|  | 97.52 % |

|  | 2.48 % |

|  | 54.78 % |

|  | 45.22 % |

### 2000
|  | 48.33 % |

|  | 40.24 % |

|  | 7.69 % |

|  | 0.46 % |

|  | 0.43 % |

|  | 0.86 % |

|  | 0.01 % |

|  | 98.03 % |

|  | 1.97 % |

|  | 59.15 % |

|  | 40.85 % |

### 2003
|  | 44.78 % |

|  | 38.74 % |

|  | 7.59 % |

|  | 3.44 % |

|  | 0.71 % |

|  | 0.11 % |

|  | 0.19 % |

|  | 0.38 % |

|  | 0.15 % |

|  | 0.59 % |

|  | 0.01 % |

|  | 96.70 % |

|  | 3.30 % |

|  | 35.68 % |

|  | 64.32 % |

### 2006
|  | 41.97 % |

|  | 40.05 % |

|  | 10.26 % |

|  | 4.41 % |

|  | 0.95 % |

|  | 0.15 % |

|  | 97.78 % |

|  | 2.22 % |

|  | 52.02 % |

|  | 47.98 % |

### 2009
|  | 36.85 % |

|  | 37.23 % |

|  | 3.28 % |

|  | 2.25 % |

|  | 6.92 % |

|  | 8.78 % |

|  | 0.51 % |

|  | 0.06 % |

|  | 95.89 % |

|  | 4.11 % |

|  | 36.33 % |

|  | 63.67 % |

### 2012
|  | 30.65 % |

|  | 42.00 % |

|  | 11.70 % |

|  | 2.82 % |

|  | 5.42 % |

|  | 0.04 % |

|  | 92.62 % |

|  | 7.38 % |

|  | 56.63 % |

|  | 43.37 % |

### 2015
|  | 30.30 % |

|  | 41.90 % |

|  | 3.11 % |

|  | 2.15 % |

|  | 1.30 % |

|  | 7.76 % |

|  | 4.54 % |

|  | 0.85 % |

|  | 1.64 % |

|  | 0.07 % |

|  | 96.09 % |

|  | 3.91 % |

|  | 40.30 % |

|  | 59.70 % |

### 2018
|  | 36.09 % |

|  | 19.57 % |

|  | 31.56 % |

|  | 2.66 % |

|  | 5.75 % |

|  | 0.03 % |

|  | 95.67 % |

|  | 4.33 % |

|  | 56.37 % |

|  | 42.63 % |

### 2021
|  | 59.71 % |

|  | 11.02 % |

|  | 22.29 % |

|  | 2.47 % |

|  | 0.59 % |

|  | 0.73 % |

|  | 0.03 % |

|  | 96.84 % |

|  | 3.16 % |

|  | 50.06 % |

|  | 49.94 % |

- Nota: El candidato de Redes Sociales Progresistas, Juan Ignacio Calleros Carbajal renunció a la candidatura el 28 de mayo de 2021 no habiendo sido sustituido por otro candidato.[25]